# Nicolás de Vergara el Mozo
Marco Antonio Nicolás de Vergara el Mozo (¿Toledo?, 1540 - Toledo, 11 de diciembre de 1606), fue un escultor, arquitecto, rejero y vidriero español. Trabajó en la catedral de Toledo de donde fue maestro de obras, y en otros edificio religiosos y civiles. Era hijo del también arquitecto y escultor Nicolás de Vergara el Viejo y de Catalina de Colonia, y hermano de Juan de Vergara. Asimismo era sobrino de los maestros vidrieros Arnao de Vergara y Arnao de Flandes y nieto de Arnao de Flandes el Viejo.

## Obras en la catedral de Toledo
Aún en vida de su padre, el cabildo de la catedral de Toledo le nombró su escultor en el año 1573. Junto a su padre ejecutó los dos atriles de bronce del coro de la catedral de Toledo, y cuando éste fallece dos años más tarde, se ocupó junto a su hermano Juan de Vergara, en terminar los vitrales de la catedral, trabajos que terminaron en 1580.
Fue nombrado dos veces maestro mayor de la catedral, la segunda de ellas en 1587, permaneciendo en el cargo hasta su muerte. Comenzó entonces las obras de la capilla del Sagrario en estilo herreriano y fue el responsable de las trazas del complejo arquitectónico de la capilla del Sagrario, Relicario, Sacristía y patio y casa del tesorero. También hizo la vidriera del rosetón de la puerta de los Leones y en la fachada interior de la puerta del Reloj el medallón de la Virgen de la Anunciación. 

## Arquitectura
- Planos de la iglesia de San Bartolomé de Toledo.
- Claustro del convento de San Clemente de Toledo.
- Hospital Tavera de Toledo, junto a los arquitectos Alonso de Covarrubias y Monegro.
- Ayuntamiento de Toledo, con Juan de Herrera, Juan Bautista Monegro y Jorge Manuel Theotocópuli.
- Convento Agustino de Extramuros de Madrigal de las Altas Torres, (Ávila).
- 1568. Convento de San José de Malagón, (Ciudad Real)
- 1575. Planos y cantería del monasterio de Santo Domingo el Antiguo de Toledo.
- Planos de la capilla de San José de Toledo en 1588.
- 1590. Iglesia de San Martín de Pusa (Toledo).
- 1595. Diseño del sagrario del Real Monasterio de Santa María de Guadalupe en Cáceres.

## Otras obras
- Hacia 1573 y a instancias de Felipe II de España realizó en bronce las cantoneras de los libros de coro del Monasterio de El Escorial.
- 1574-1580. Reja del sepulcro del Cardenal Cisneros en Alcalá de Henares, que su padre dejó iniciada.
- 1583. Retablo mayor de la Iglesia de San Juan Bautista de Auñón.
- 1590. Urna de plata para el cuerpo de Santa Leocadia de Toledo, sobre cuya traza la realizó el platero Francisco Merino.

Sobre estas fechas realizó junto a los maestros Juan Bautista Vázquez el Viejo y Juan Correa de Vivar (pintura) el retablo mayor para la iglesia de santa María Magdalena de Mondejar (Guadalajara) diseñado por Alonso de Covarruvias. Esta genial y magna obra hoy no existe ya que fue destruida en la guerra civil Española, pudiéndose admirar en el mismo emplazamiento, una copia exacta del conjunto pictórico y escultórico en toda su magnitud y calidad original.